# Dirk Van Vaerenbergh
Dirk Van Vaerenbergh is een Vlaamse acteur, toneelregisseur en musicalacteur. Bij het grote publiek is hij bekend als Lakei Kamiel in de Studio 100-reeks Prinsessia.

## Biografie
Van Vaerenbergh is een Meester in de Dramatische kunst. Van Vaerenbergh speelde gastrollen in vele Vlaamse series, waaronder Hof van Assisen, Spoed, en F.C. De Kampioenen. Ook speelde hij mee in verschillende musicals en regisseerde vele theaterstukken en opera's.

## Televisie
| Jaar | Serie                | Rol                      | Opmerking                                          |
| ---- | -------------------- | ------------------------ | -------------------------------------------------- |
| 1994 | Wittekerke           | Mijnheer Druyts          | Gastrol in Aflevering 28                           |
| 1994 | Niet voor publikatie | Dirk                     | Gastrol in 4 afleveringen                          |
| 1996 | Buiten De Zone       | Man in Bank SS'er        | Aflevering 'Sensatie' Aflevering 'Kitsch en kunst' |
| 1998 | Hof van Assisen      | Johan Leyns              | Gastrol in 'De zaak Morabet'                       |
| 2000 | Spoed                | Piet Tirez               | Gastrol in Aflevering 'Personeelsfeest'            |
| 2003 | Spoed                | Dokter                   | Gastrol in Aflevering 'Oekraïne, deel 2'           |
| 2004 | Aspe                 | Depondt                  | Gastrol in Aflevering 'De kinderen van Chronos'    |
| 2004 | F.C. De Kampioenen   | Burggraaf                | Gastrol in Aflevering 'Boma surprise'              |
| 2005 | Kinderen van Dewindt | Pauwels                  | Gastrol in Aflevering 'Een tweede kans'            |
| 2006 | De Kotmadam          | De expert                | Gastrol in Aflevering 'Het schilderij'             |
| 2008 | Booh!                | Philippo                 | Gastrol in verschillende afleveringen              |
| 2014 | Prinsessia           | Lakei Kamiel             | Hoofdrol                                           |
| 2016 | De zonen van Van As  | Stievie                  | Gastrol seizoen 4 aflevering 11                    |
| 2021 | La théorie du Y      | Monsieur Hermans/Evelien | Bijrol in seizoen 3                                |
|      |                      |                          |                                                    |

## Theater (selectie)
| Jaar        | Productie              | Producent               | Rol                            |
| ----------- | ---------------------- | ----------------------- | ------------------------------ |
| 2001        | Kuifje: De Zonnetempel | Moulinsart Tabas&Co     | Ensemble Fakir                 |
| 2006        | Amadeus                |                         | Orsini Rosenberg               |
| 2008/ 2020  | Daens                  | Studio 100              | Ensemble Understudy Stillemans |
| 2010 - 2012 | Gardenia               | Les ballets C de la B   | Birgitta Garbo                 |
| 2012 - 2013 | Ben X                  | Musichall               | Directeur                      |
| 2014        | Pauline & Paulette     | Judas TheaterProducties | Alle mannelijke rollen         |
| 2023        | Red Star Line          | Studio 100              | Odilon                         |